# Élections législatives groenlandaises de 2018
Les élections législatives groenlandaises de 2018 se déroulent le 24 avril 2018 afin de renouveler les 31 membres de l'Inatsisartut, le parlement du Groenland.
Le scrutin aboutit à la formation d'un gouvernement de coalition réunissant les partis Siumut, Inuit Ataqatigiit et Partii Naleraq. Kim Kielsen, du parti Siumut, est reconduit au poste de Premier ministre.

## Système électoral
L'Inatsisartut est le parlement monocaméral du Groenland, pays constitutif du royaume de Danemark. Il est composé de 31 sièges pourvus pour quatre ans au scrutin proportionnel plurinominal de liste dans une seule circonscription électorale. Après décompte des voix, les sièges sont répartis selon la méthode d'Hondt, sans seuil électoral.

## Résultats
|                        |                                   |        |       |      |        |               |  |  |  |
| Parti                  | Parti                             | Voix   | %     | +/-  | Sièges | +/-           |  |  |  |
|                        | Siumut (S)                        | 7 959  | 27,44 | 7,17 | 9      | 2             |  |  |  |
|                        | Inuit Ataqatigiit (IA)            | 7 478  | 25,78 | 7,71 | 8      | 3             |  |  |  |
|                        | Les Démocrates (D)                | 5 712  | 19,69 | 7,81 | 6      | 2             |  |  |  |
|                        | Partii Naleraq (PN)               | 3 931  | 13,55 | 1,82 | 4      | 1             |  |  |  |
|                        | Atassut (A)                       | 1 730  | 5,96  | 0,61 | 2      | en stagnation |  |  |  |
|                        | Parti de la Coopération (en) (SA) | 1 193  | 4,11  | Nv.  | 1      | 1             |  |  |  |
|                        | Nunatta Qitornai (NQ)             | 1 002  | 3,45  | Nv.  | 1      | 1             |  |  |  |
|                        |                                   |        |       |      |        |               |  |  |  |
| Votes valides          | Votes valides                     | 29 005 | 99,01 |      |        |               |  |  |  |
| Votes blancs et nuls   | Votes blancs et nuls              | 291    | 0,99  |      |        |               |  |  |  |
| Total                  | Total                             | 29 296 | 100   | -    | 31     | en stagnation |  |  |  |
| Abstentions            | Abstentions                       | 11 473 | 28,14 |      |        |               |  |  |  |
| Inscrits/Participation | Inscrits/Participation            | 40 769 | 71,86 |      |        |               |  |  |  |